# Platyhypnidium muelleri
Platyhypnidium muelleri är en bladmossart som beskrevs av Fleischer 1923. Platyhypnidium muelleri ingår i släktet Platyhypnidium och familjen Brachytheciaceae. Inga underarter finns listade i Catalogue of Life.